# Brott mot upphovsrättslagen
Brott mot upphovsrättslagen är ett brott enligt svensk rätt som ger böter eller upp till två års fängelse.